# Эльцизма Вествуда
Эльцизма Вествуда (лат. Elcysma westwoodii), или пестрянка Вествуда, или хвостатка Вествуда, — вид бабочек, относящийся к роду Elcysma в составе семейства пестрянки. Видовое название дано в честь английского энтомолога Джона Обадия Вествуда (1805—1893).

## Описание
Длина переднего крыла 25—30 мм. Размах крыльев около 60 мм. Основной фон крыльев — белый с коричневыми или чёрными жилками. Прикорневые части передних крыльев — с оранжевыми пятнами. Задние крылья с «хвостиками». У самцов задние крылья у своего основания с характерным пучком волосовидных хет. На передних крыльях жилки R3, R4, R5 находятся на общем стебельке. Хоботок развитый. Усики двугребенчатые у самцов и коротко двугребенчатые у самок.

## Ареал
Ареал охватывает Японию, Корейский полуостров, Китай, Приморский край России.

## Биология
Бабочки летают с середины июля по начало сентября. Активны днём. Гусеницы развиваются на древесных розоцветных: слива китайская, вишня, персик обыкновенный, абрикос, абрикос японский, абрикос ансу, айва японская и другие. Зимует гусеница.
Вокруг самки с целью спаривания с ней весьма часто образуются скопления самцов. Одним из факторов, которые способствуют появлению этих скоплений, является особенность самки отвергать ухаживания самцов. У вида выявлена связь между продолжительностью «ухаживания» самца за самкой, длительностью спаривания и оплодотворением яиц: короткое «ухаживание» обычно сопровождается продолжительной копуляцией и откладыванием самкой оплодотворённых яиц. А после продолжительного «ухаживания» отмечается кратковременная копуляция и яйца самкой не откладываются. Подобное явление может являться результатом различной активности самцов. Более «фертильные» самцы быстрее спариваются и спаривание продолжается дольше, самки же могут выбирать таких самцов, ограничивая восприимчивость.